# Miguel del Águila
Miguel del Águila (fallecido en 1736) fue un pintor barroco español activo en Sevilla, del que Ceán Bermúdez dice que sus obras eran estimadas por el buen gusto del color entendido a la manera de Murillo.
Pintor vinculado a Murillo de quien apenas se conoce otra cosa que el nombre, ha de ser el mismo «Miguel del Águila natural y vezino de Sevilla, con oficio de pintor», que salió el 18 de mayo de 1692 en Auto público de fe celebrado en Triana, condenado por hechicero, adivinador y embustero a cinco años de destierro de Sevilla y de Madrid, los tres primeros en prisión.